# Robin Hood (film, 2018)
Robin Hood är en amerikansk actionäventyrsfilm från 2018. Filmen är regisserad av Otto Bathurst, med manus skrivet av Ben Chandler och David James Kelly. Filmen fick negativa recensioner från kritiker och har fått intäkter över 85 miljoner dollar mot en produktionsbudget på 100 miljoner dollar. Den nominerades till tre Razzies för "Sämsta remake", "Sämsta manliga biroll" för Jamie Foxx och "Sämsta foto".
Filmen hade premiär i Sverige den 30 november 2018, utgiven av Nordisk Film.

## Rollista (i urval)
- Taron Egerton – Robin Hood
- Jamie Foxx – Yahya / Lille John
- Ben Mendelsohn – Sheriffen av Nottingham
- Eve Hewson – Lady Marian Marion
- Jamie Dornan – Will Tillman / Röde Will
- Tim Minchin – Broder Tuck
- Paul Anderson – Sir Guy of Gisburne
- F. Murray Abraham – Cardinal
- Ian Peck – Arch Deacon
- Cornelius Booth – Lord Pembroke
- Kane Headley-Cummings – Stoker
- Scot Greenan – Clayton
- Lara Rossi – Evelyn
- Kevin Griffiths – Tom
- Catriona Temple – Penny
- Björn Bengtsson – Korsfararen Tydon
- Nick Wittman – Korsfararen Morant
- Yasen Atour – Mutton